# Élections législatives de 2012 dans l'Aude
Les élections législatives françaises de 2012 se déroulent les 10 et 17 juin 2012. Dans le département de l'Aude, trois députés sont à élire dans le cadre de trois circonscriptions, soit le même nombre d'élus malgré le redécoupage territorial.

## Élus
| Circonscription | Député sortant    | Parti | Parti | Groupe | Député élu ou réélu | Parti | Parti | Groupe |
| --------------- | ----------------- | ----- | ----- | ------ | ------------------- | ----- | ----- | ------ |
| 1re             | Jean-Claude Perez |       | PS    | SRC    | Jean-Claude Perez   |       | PS    | SRC    |
| 2e              | Jacques Bascou    |       | PS    | SRC    | Marie-Hélène Fabre  |       | PS    | SRC    |
| 3e              | Jean-Paul Dupré   |       | PS    | SRC    | Jean-Paul Dupré     |       | PS    | SRC    |

## Impact du redécoupage territorial
En raison du redécoupage territorial, la 2e perd les cantons de Durban-Corbières, Ginestas et de Lézignan-Corbières au profit de la 1re circonscription, laquelle échange les cantons de Carcassonne II Sud, Lagrasse et Mouthoumet contre la commune de Laprade (mettant ainsi tout le canton de Mas-Cabardès en 1re) avec 3e, qui gagne le canton de Tuchan (provenant de la 2e).

## Positionnement des partis
- Le PS se présente de façon autonome dans le département sur les trois circonscriptions, aucun accord avec ses partenaires n'a lieu sur le département. La parité progresse, alors que le PS avait présenté en 2007 3 hommes, Marie-Hélène Fabre se présente sur la 2e circonscription[1].
- EELV se présente lui aussi de façon autonome sur les trois circonscriptions[2]. Le parti décide alors de s'allier au Partit occitan et lui laisse la 3e circonscription contre un soutien sur les deux autres circonscriptions[3].

## Résultats

### Analyse
Une nouvelle fois, la gauche obtient tous les sièges du département, le FN y fait des bons scores et se qualifie en duel dans la première circonscription. Dans la deuxième, Marie-Hélène Fabre doit affronter une dissidence qui se désiste finalement en sa faveur. Dans la 3e, Jean-Paul Dupré est facilement réélu.

### Résultats à l'échelle du département
| Parti          | Parti                                | Premier tour | Premier tour | Second tour | Second tour | Sièges |
| Parti          | Parti                                | Voix         | %            | Voix        | %           | Sièges |
| -------------- | ------------------------------------ | ------------ | ------------ | ----------- | ----------- | ------ |
|                | Parti socialiste                     | 62 018       | 38,07        | 91 292      | 60,38       | 3      |
|                | Divers gauche dont MRC               | 12 950       | 7,95         | Retrait     | Retrait     | 0      |
|                | Europe Écologie Les Verts            | 1 790        | 1,1          |             |             | 0      |
|                | Majorité présidentielle              | 76 758       | 47,12        | 91 292      | 60,38       | 3      |
|                |                                      |              |              |             |             |        |
|                | Union pour un mouvement populaire    | 34 258       | 21,03        | 39 094      | 25,86       | 0      |
|                | Nouveau centre                       | 1 266        | 0,78         |             |             | 0      |
|                | Divers droite dont DLR et PCD        | 853          | 0,52         | 0           |             |        |
|                | Droite parlementaire                 | 36 377       | 22,33        | 39 094      | 25,86       | 0      |
|                |                                      |              |              |             |             |        |
|                | Front national                       | 29 968       | 18,4         | 20 809      | 13,76       | 0      |
|                | Front de gauche                      | 11 959       | 7,34         |             |             | 0      |
|                | Extrême gauche dont LO et POI        | 3 415        | 2,1          | 0           |             |        |
|                | Régionaliste                         | 1 730        | 1,06         | 0           |             |        |
|                | Divers écologiste dont LT-LNÉ et AÉI | 1 490        | 0,91         | 0           |             |        |
|                | Mouvement démocrate                  | 816          | 0,5          | 0           |             |        |
|                | Extrême droite                       | 373          | 0,23         | 0           |             |        |
|                |                                      |              |              |             |             |        |
| Inscrits       | Inscrits                             | 264 073      | 100,00       | 264 082     | 100,00      | 3      |
| Abstentions    | Abstentions                          | 97 884       | 37,07        | 103 409     | 39,16       |        |
| Votants        | Votants                              | 166 189      | 62,93        | 160 673     | 60,84       |        |
| Blancs et nuls | Blancs et nuls                       | 3 303        | 1,99         | 9 478       | 5,9         |        |
| Exprimés       | Exprimés                             | 162 886      | 98,01        | 151 195     | 94,1        |        |

### Résultats par circonscription

#### Première circonscription (Carcassonne)
| Candidat       | Candidat                        | Parti                                          | Premier tour | Premier tour | Second tour | Second tour |  |
| Candidat       | Candidat                        | Parti                                          | Voix         | %            | Voix        | %           |  |
| -------------- | ------------------------------- | ---------------------------------------------- | ------------ | ------------ | ----------- | ----------- |  |
|                | Jean-Claude Perez sortant réélu | PS                                             | 23 364       | 41,37        | 32 510      | 60,97       |  |
|                | Robert Morio                    | RBM (FN)                                       | 11 674       | 20,67        | 20 809      | 39,03       |  |
|                | Monique Boonen-Nau              | UMP                                            | 9 961        | 17,64        |             |             |  |
|                | Rosine Charlut                  | FG (FASE) (PCF)                                | 4 452        | 7,88         |             |             |  |
|                | Gérard Schivardi                | POI                                            | 2 754        | 4,88         |             |             |  |
|                | Christine Sthémer               | EÉLV (POC)                                     | 1 790        | 3,17         |             |             |  |
|                | Isabelle Fillon                 | CpF (MoDem)                                    | 816          | 1,44         |             |             |  |
|                | André Zuliani                   | RPF                                            | 584          | 1,03         |             |             |  |
|                | Jean-François Daraud            | NC                                             | 582          | 1,03         |             |             |  |
|                | Lucile El Hedri                 | LO                                             | 206          | 0,36         |             |             |  |
|                | Jean-Marc Jouffroy              | AÉI                                            | 158          | 0,28         |             |             |  |
|                | Laurent Aslan                   | LdM                                            | 132          | 0,23         |             |             |  |
|                | Marie Dugied-Soriano            | Divers (L'engagement Pacifique et son Ethique) | 0            | 0,00         |             |             |  |
|                |                                 |                                                |              |              |             |             |  |
| Inscrits       | Inscrits                        | Inscrits                                       | 92 762       | 100,00       | 92 733      | 100,00      |  |
| Abstentions    | Abstentions                     | Abstentions                                    | 35 043       | 37,78        | 35 437      | 38,21       |  |
| Votants        | Votants                         | Votants                                        | 57 719       | 62,22        | 57 296      | 61,79       |  |
| Blancs et nuls | Blancs et nuls                  | Blancs et nuls                                 | 1 246        | 2,16         | 3 977       | 6,94        |  |
| Exprimés       | Exprimés                        | Exprimés                                       | 56 473       | 97,84        | 53 319      | 93,06       |  |

#### Deuxième circonscription (Narbonne)
| Candidat       | Candidat                  | Parti          | Premier tour | Premier tour | Second tour | Second tour |  |
| Candidat       | Candidat                  | Parti          | Voix         | %            | Voix        | %           |  |
| -------------- | ------------------------- | -------------- | ------------ | ------------ | ----------- | ----------- |  |
|                | Marie-Hélène Fabre élue   | PS             | 13 613       | 26,84        | 26 263      | 56,83       |  |
|                | Michel Py                 | UMP            | 11 738       | 23,14        | 19 953      | 43,17       |  |
|                | Didier Codorniou          | Divers gauche  | 11 100       | 21,89        | Retrait     | Retrait     |  |
|                | Laure-Emmanuelle Philippe | RBM (FN)       | 9 536        | 18,80        |             |             |  |
|                | Jean-Paul Tournissa       | FG (PCF) (MRC) | 2 995        | 5,91         |             |             |  |
|                | Laurence Funès            | PDF            | 373          | 0,74         |             |             |  |
|                | Flora Biendicho           | NC             | 295          | 0,58         |             |             |  |
|                | Patricia Cantegrel        | DLR            | 269          | 0,53         |             |             |  |
|                | Paule Châtain             | GRH-RSD        | 247          | 0,49         |             |             |  |
|                | Laurent Billirat          | Divers gauche  | 196          | 0,39         |             |             |  |
|                | André Sarfati             | AÉI            | 193          | 0,38         |             |             |  |
|                | Annette Vigier            | LO             | 161          | 0,32         |             |             |  |
|                |                           |                |              |              |             |             |  |
| Inscrits       | Inscrits                  | Inscrits       | 83 701       | 100,00       | 83 694      | 100,00      |  |
| Abstentions    | Abstentions               | Abstentions    | 32 120       | 38,37        | 34 650      | 41,4        |  |
| Votants        | Votants                   | Votants        | 51 581       | 61,63        | 49 044      | 58,6        |  |
| Blancs et nuls | Blancs et nuls            | Blancs et nuls | 865          | 1,68         | 2 829       | 5,77        |  |
| Exprimés       | Exprimés                  | Exprimés       | 50 716       | 98,32        | 46 215      | 94,23       |  |

#### Troisième circonscription (Castelnaudary - Limoux)
| Candidat       | Candidat                      | Parti          | Premier tour | Premier tour | Second tour | Second tour |  |
| Candidat       | Candidat                      | Parti          | Voix         | %            | Voix        | %           |  |
| -------------- | ----------------------------- | -------------- | ------------ | ------------ | ----------- | ----------- |  |
|                | Jean-Paul Dupré sortant réélu | PS             | 25 040       | 44,96        | 32 520      | 62,95       |  |
|                | Emmanuel Bresson              | UMP            | 12 559       | 22,55        | 19 141      | 37,05       |  |
|                | Marie-Josée Sutter            | RBM (FN)       | 8 758        | 15,72        |             |             |  |
|                | Marie-Ange Larruy             | FG (PCF) (PG)  | 4 512        | 8,10         |             |             |  |
|                | Lidwine Kempf                 | POC (EÉLV)     | 1 417        | 2,54         |             |             |  |
|                | Jean-Pierre Quaglieri         | Divers gauche  | 1 407        | 2,53         |             |             |  |
|                | Jacques Cros                  | LT-LNÉ         | 927          | 1,66         |             |             |  |
|                | André Arrans                  | NC             | 389          | 0,70         |             |             |  |
|                | Dominique Galonnier           | LO             | 294          | 0,53         |             |             |  |
|                | Patrick Dhersin               | AÉI            | 212          | 0,38         |             |             |  |
|                | Maria Lesœur                  | LdM            | 181          | 0,32         |             |             |  |
|                |                               |                |              |              |             |             |  |
| Inscrits       | Inscrits                      | Inscrits       | 87 604       | 100,00       | 87 655      | 100,00      |  |
| Abstentions    | Abstentions                   | Abstentions    | 30 818       | 35,18        | 33 322      | 38,01       |  |
| Votants        | Votants                       | Votants        | 56 786       | 64,82        | 54 333      | 61,99       |  |
| Blancs et nuls | Blancs et nuls                | Blancs et nuls | 1 090        | 1,92         | 2 672       | 4,92        |  |
| Exprimés       | Exprimés                      | Exprimés       | 55 696       | 98,08        | 51 661      | 95,08       |  |